# Dee Dee Ramone
Dee Dee Ramone, pravim imenom Douglas Glenn Colvin (18. rujna 1952. – 5. lipnja 2002.), bio je američki glazbenik i tekstopisac, najpoznatiji po svom glazbenom djelovanju u punk rock sastavu Ramones.
Dee Dee je poznat po svom karakterističnom glazbenom stilu te su u početku Ramonesi koristili mnoge njegove skladbe. Iako su gotovo sve skladbe Ramonesa potpisali svi članovi sastava, Dee Dee je bio glavni tekstopisac i skladatelj, kao u skladbama "53rd & 3rd", "Commando", "Rockaway Beach" i "Poison Heart". U sastavu je od osnutka 1974. do 1989. svirao bas-gitaru, iako je na samome početku želio svirati električnu gitaru. Kada je otišao iz Ramonesa, nastavio je karijeru izvodeći rap, pod imenom Dee Dee King. Nakon toga, Dee Dee se vratio svojim punk korijenima i objavio tri malo poznata solo albuma, koji su sadržavali nove skladbe (mnoge od njih, kasnije su se našle na Ramonesovim snimkama). Dee Dee se oženio argetinskom tinejdžerkom Barbarom Zampini, koja je na svjetskim turnejama pjevala njegove skladbe, kao i ostale Ramonesove skladbe po klubovima i raznima zabavama. Dee Dee je nastavio pisati pjesme za Ramonese sve do 1996., kada su se povukli sa scene.
Dee Dee se većinu svoga života borio s ovisnošću o drogama, pogotovo heroinom, a narkotike je počeo koristiti još kao srednjoškolac i nastavio ih koristiti većinu svoga života. Od droge se navodno izliječio početkom 1990-ih i ostao je "čist" čitavo desetljeće, dok ga nisu 2002. pronašli mrtvoga u njegovom stanu. Smrt je nastupila od prekomjernog uzimanja heroina.

## Životopis

### Djetinjstvo
Colvin je rođen u vojnoj bazi Fort Lee, Virginia, gdje su mu roditelji doselili iz Berlina. Njegov je otac bio američki vojnik stacioniran u Berlinu, a majka Njemica. Roditelji su mu se rastali u njegovom prijelaznom periodu iz dječaka u mladića te je Colvin sa sestrom i majkom živio u Berlinu do svoje petnaeste godine, kada su svi preselili u Forest Hills, općinu New Yorka u četvrti Queens. Tamo je sreo Johna Cummingsa i Thomasa Erdelyija (kasnije poznati kao Johnny i Tommy "Ramone"), s kojima je svirao u sastavu imena The Tangerine Puppets, nazvanom prema Donovanovoj skladbi.

### Ramones
Colvin i Cummings brzo postaju prijatelji, dok su obojica živjeli u vrlo siromašnim četvrtima. Nakon neuspjeha na gitarskoj audiciji za televiziju, Colvin i Cummings 1974. godine osnivaju sastav Ramones, s tadašnjim bubnjarom Jeffreyom Hymanom (poznat kao Joey Ramone). Kada se vidjelo da Colvin ne može otpjevati više od nekoliko skladbi, a da mu glas na promukne, ulogu prvog vokala preuzima Hyman. Joey Ramone također je sugerirao da Dee Dee nije mogao istodobno pjevati i svirati bas.
Dee Dee je dao prijedlog da se sastav nazove Ramones, a ideju je dobio kada je vidio da se Paul McCartney u hotelima potpisuje kao "Paul Ramon". Dodao je na kraju slovo "e" te su ostali članovi sastava usvojili ime Ramone.
Colvin je napisao ili je sudjelovao u pisanju mnogih skladbi Ramonesa, kao što su "53rd and 3rd" (skladba o muškoj prostituciji u 53. ulici i 3. aveniji na Manhattanu, navodno na temelju osobnog iskustva), "Glad to See You Go" (napisanu za njegovu tadašnju djevojku, koja je radila kao striptizeta i zajedno s njim uživala razne droge), "It's a Long Way Back to Germany", "Chinese Rock" (izvorno pjesma Johnnyja Thundersa & The Heartbreakersa, jer gitarist Johnny Ramone nije bio oduševljen što Ramonesi sviraju skladbe o drogama) i "Wart Hog" (skladba koju je Colvin napisao nakon rehabilitacije). Nakon što je otišao iz sastava, Dee Dee je i dalje pisao skladbe za Ramonese te je pridonosio s najmanje tri pjesme za svaki njihov novi album.
Album ¡Adios Amigos! sastavljen je od nekoliko solo skladbi Dee Dee Ramonea, kao naprimjer "I'm Makin' Monsters for My Friends" i "It's Not for Me to Know", s albuma I Hate Freaks Like You.

## Diskografija

### Albumi s Ramonesima
- Ramones (1976.)
- Leave Home (1977.)
- Rocket to Russia (1977.)
- Road to Ruin (1978.)
- End of the Century (1980.)
- Pleasant Dreams (1981.)
- Subterranean Jungle (1983.)
- Too Tough to Die (1984.)
- Animal Boy (1986.)
- Halfway to Sanity (1987.)
- Brain Drain (1989.)

### Solo albumi
- Standing in the Spotlight (1989.) (kao Dee Dee King)
- "Chinese Bitch 4 Song CD-EP" (1994.)
- I Hate Freaks Like You (1994.)
- Zonked (1997.)
- Hop Around (2000.)
- Greatest & Latest (2000.)
- Too Tough To Die Live in NYC (2003.)
- I (still) Hate Creeps Like You (2008.)

### Solo singlovi
- "Funky Man" (1987.) (kao Dee Dee King)
- "What About Me?" (1993.)
- "Chinese Bitch" (1994.)
- "Do The Bikini Dance" (2002.)
- "Bikini Bandits" (2002.) tema iz Bikini Bandits Experience
- Dee Dee Ramone / Terrorgruppe split single (2002.)
- "Born to Lose" (2002.)
- "Dee Dee Ramone" (dva 7" singla) (2002.)

## Smrt
Colvina je 5. lipnja 2002. pronašla mrtvog njegova supruga Barbara, u njihovom apartmanu u Hollywoodu. Obdukcijom je utvrđeno da je Dee Dee preminuo od prekomjerne doze heroina i to je službeni uzrok smrti, a podatak je dostupan na stranicama The Smoking Gun.
Dee Dee je pokopan na holivudskom groblju Hollywood Forever, nedaleko od spomenika njegovog kolege u Ramonesima Johnnyja Ramonea. U gornjem dijelu nadgrobnog spomenika u kružnici nalik pečatu stoji natpis; "Osjećam se tako sigurno gore u raju na najvišim stazama iznad", što je izvedeno iz njegove skladbe "Highest Trails Above" (Najviše staze iznad), s albuma Ramonesa iz 1983. Subterranean Jungle. Pri dnu spomenika stoji uklesani natpis "Ok...I gotta go now" (Sad moram ići).

## Proza
Pod imenom Dee Dee Ramone, Colvin je napisao dvije knjige: Poison Heart: Surviving the Ramones (inače poznatiji pod imenom Lobotomy) i Legend of a Rock Star, knjigu komentara dnevnih zbivanja na njegovoj posljednjoj trostrukoj turneji po Europi u proljeće 2001. godine. Oba su izdanja biografska, unatoč činjenici da "Legend of a Rock Star" sadrži izmišljeni dio u kojem Dee Dee ubija jednoga carinika.
Dee Dee je napisao i roman pod nazivom Chelsea Horror Hotel, u kojemu on i njegova supruga sele u New York City, u poznati Chelsea Hotel i vjeruju da borave u sobi u kojoj se nalazio Sid Vicious kada je navodno usmrtio svoju djevojku Nancy Spungen. U knjizi Dee Dee posjećuje Sida, kao i druge svoje punk prijatelje, poput Johnnyja Thundersa, Stiva Batorsa i Jerryja Nolana.

## Vanjske poveznice

### Ostali projekti
|  | Zajednički poslužitelj ima još gradiva o temi Dee Dee Ramone |